# مارسلا سید
مارسلا سید کارز یک کارگردان شیلیایی است.

## زندگی و حرفه
مارسلا سید از دانشگاه کاتولیک پاپی شیلی مدرک زیبایی‌شناسی گرفت. سید در سال ۱۹۹۷ به فرانسه نقل مکان کرد و در دانشگاه سوربن پاریس در رشته فیلم و رسانه فارغ‌التحصیل شد.

## فیلم‌شناسی منتخب
- والپارایسو (۱۹۹۹)
- I Love Pinochet (2001)
- Opus Dei, una cruzada silenciosa (2006)
- El mocito (2011)
- El verano de los peces voladores (2013)
- Los Perros (2017)
- نارکس: مکزیک (۲۰۲۰)